# HD124407
HD124407 — хімічно пекулярна зоря спектрального класу A3, що має видиму зоряну величину в смузі V приблизно  8,4.
Вона  розташована на відстані близько 953,7 світлових років від Сонця.